# Gliese 809
Gliese 809 är en multipelstjärna i den södra delen av stjärnbilden Cepheus. Den har en skenbar magnitud av ca 8,55 och kräver åtminstone en stark handkikare eller ett mindre teleskop för att kunna observeras. Baserat på parallax enligt Gaia Data Release 3 på ca 142,1 mas, beräknas den befinna sig på ett avstånd på ca 23 ljusår (ca 7 parsek) från solen. Den rör sig närmare solen med en heliocentrisk radialhastighet på ca -17 km/s.
Gliese 809 har hög egenrörelse och rör sig ca 0,77 bågsekunder per år i förhållande till dess bakgrundsstjärnor. I fysiska termer betyder det att den har en rymdhastighet på 31,1 km/s i förhållande till solsystemet. Stjärnas galaktiska omloppsbana bär den 21 300 ljusår från Vintergatans centrum vid dess perigeum till 30 600 ljusår vid dess apogeum. Omloppsexcentriciteten är 17,8 procent med en halv storaxel av 25 956 ljusår.

## Egenskaper
Primärstjärnan Gliese 809 är en röd till orange stjärna i huvudserien av spektralklass M2 V, Den har en massa som är ca 0,6 solmassa, en radie som är ca 0,7 solradie och har ca 0,04 gånger solens utstrålning av energi från dess fotosfär vid en effektiv temperatur av ca 3 600 K.